# Parlamentní volby v Srbsku 2016
Parlamentní volby v Srbsku se konaly dne 24. dubna 2016. V souvislosti s nimi se kromě skupštiny volili i zástupci do skupštiny Autonomní republiky Vojvodiny a místních zastupitelstev. Jednalo se o volby mimořádné; dne 16. ledna 2016 doporučil premiér Srbska Aleksandar Vučić vypsat mimořádné volby na duben 2016. Oficiálním odůvodněním bylo, aby země získala stabilní vládu v období let 2016-2020, tedy v čase, kdy budou probíhat intenzivní jednání o vstupu země do EU. Následně prezident Tomislav Nikolić souhlasil s vypsáním voleb. 

## Volební systém
Do Skupštiny Srbska se volí celkem 250 poslanců, kteří mají čtyřletý mandát. Volí se poměrným volebním systémem, kandidující strany musí pro vstup do parlamentu překonat pětiprocentní uzavírací klauzuli, počítanou ze všech odevzdaných hlasů, včetně neplatných. Uzavírací klausule se neuplatňuje pro strany a uskupení etnických menšin. Volba probíhá v jednotném celostátním volebním okrsku, tedy strany předkládají jednotnou kandidátku pro celý stát. K přepočtu hlasů na mandáty se používá D'Hondtova metoda.

## Kandidáti
Ve volbách kandidovalo celkem 20 stran a uskupení. Šlo o následující strany a uskupení:
- 1. Aleksandar Vučić — Srbsko vítězí (Srpska napredna stranka, Socijaldemokratska partija Srbije, Partija ujedinjenih penzionera Srbije, Nova Srbija, Pokret socijalista, Srpski pokret obnove, Srpska narodna partija, Pokret snaga Srbije, Samostalni DSS, Narodna seljačka stranka)
- 2. Pro spravedlivé Srbsko — Demokratska stranka (NOVA, DSHV, ZZS) (Zajedno za Šumadiju, Pokret za Krajinu)
- 3. Ivica Dačić — „Socijalistička partija Srbije (SPS) — Jedinstvena Srbija (JS)“ — Dragan Marković Palma (Zeleni Srbije, Komunistička partija)
- 4. Dr Vojislav Šešelj — Srpska radikalna stranka
- 5. Dveri — Demokratska stranka Srbije — Sanda Rašković Ivić — Boško Obradović (Patriotski blok)
- 6. Svaz vojvodinských Maďarů — Pásztor István — (Demokratska stranka vojvođanskih Mađara, Partija mađarske sloge)
- 7. Boris Tadić, Čedomir Jovanović - Svaz pro lepší Srbsko — Liberalno-demokratska partija, Liga socijaldemokrata Vojvodine, Socijaldemokratska stranka
- 8. Muamer Zukorlić/Muamer Zukorlić — Bošnjačka demokratska zajednica Sandžaka/Bošnjačka demokratska zajednica Sandžaka
- 9. SDA Sanđžaka — dr Sulejman Ugljanin / SDA Sandžaka — dr Sulejman Ugljanin
- 10. Pro svobodné Srbsko — Zavetnici — Milica Đurđević
- 11. Skupina občanů pro obrození Srbska — prof. dr Slobodan Komazec (Srpski preporod)
- 12. Ruska stranka — Slobodan Nikolić
- 13. Republikanska stranka — Republikánus párt — Nikola Sandulović
- 14. Srbsko-ruské hnutí — Slobodan Dimitrijević (Istočna alternativa, SOF, Pokret veterana, Srpska liga, Mađarska liga (Koalicija Rodoljubi))
- 15. Borko Stefanović — Srbsko pro nás pro všechny (Pokret Levica Srbije, Pokret za preokret, Novo udruženje penzionera Srbije, Socijaldemokratska unija)
- 16. Dijalog — mladi sa stavom — Stanko Debeljaković
- 17. Bylo toho dost — Saša Radulović
- 18. Strana pro demokratické fungování — Ardita Sinani / Partia për vertim demokratik — Ardita SinaniM
- 19. Strana zelených
- 20. U inat — Složno za Srbiju — Narodni savez (Treća Srbija, Narodna mreža)

## Volební výsledky
Ve volbách drtivě zvítězila volební koalice Aleksandar Vučić - Srbsko vítězí, která získala takřka polovinu všech odevzdaných hlasů a nadpoloviční většinu křesel v parlamentu. Druhý největší podíl hlasů získala volební koalice Ivica Dačić - SPS - JS - Dragan Marković Palma, která získala takřka 11 procent hlasů. Pětiprocentní hranici nutnou pro vstup do parlamentu překonalo celkem 7 volebních stran, uskupení a koalic. Kromě nich získalo zastoupení v parlamentu dalších 5 stran národnostních menšin. Volební výsledky byly:

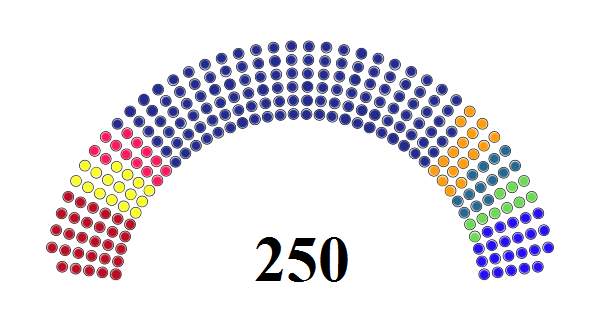
rozdělení mandátů

| Politický subjekt                                                               | Hlasů     | %      | Mandátů | +/-  |
| ------------------------------------------------------------------------------- | --------- | ------ | ------- | ---- |
| Aleksandar Vučić — Srbsko vítězí (SNS, SDPS, PUPS, NS, SPO, PS, PSS, NDSS, SNP) | 1 823 147 | 48,25  | 131     | -39  |
| Ivica Dačić - SPS - JS - Dragan Marković Palma                                  | 413 770   | 10,95  | 29      | -4   |
| Dr. Vojislav Šešelj — Srpska radikalna stranka                                  | 306 052   | 8,10   | 22      | +22  |
| Dosta je bilo — Saša Radulović                                                  | 227 626   | 6,02   | 16      | +16  |
| Pro spravedlivé Srbsko (DS, NOVA, DSHV, ZZS, ZZŠ)                               | 227 589   | 6,02   | 16      | -5   |
| Dveri — DSS                                                                     | 190 530   | 5,04   | 13      | +13  |
| Boris Tadić, Čedomir Jovanović - Svaz pro lepší Srbsko (LDP, LSV, SDS           | 189 564   | 5,02   | 13      | -2   |
| VMSZ - VMDP                                                                     | 56 620    | 1,50   | 4       | -2   |
| Borko Stefanović — Srbsko pro nás pro všechny (PLS, PZS, NUPS, SDU)             | 35 710    | 0,94   | 0       | nová |
| Bošnjačka demokratska zajednica Sandžaka                                        | 32 526    | 0,86   | 2       | +2   |
| Stranka demokratske akcije Sandžaka                                             | 30 092    | 0,90   | 2       | -1   |
| Pro svobodné Srbsko — Zavetnici                                                 | 27 690    | 0,73   | 0       | nová |
| Strana zelených (zastupující vojvodinské Slováky)                               | 23 890    | 0,63   | 1       | nová |
| U inat — Složno za Srbiju — Narodni savez                                       | 17 528    | 0,46   | 0       | nová |
| Partia për vertim demokratik (Strana pro demokratické fungování)                | 16 262    | 0,43   | 1       | -1   |
| Ruska stranka — Slobodan Nikolić                                                | 13 777    | 0,36   | 0       | 0    |
| Skupina občanů pro obrození Srbska                                              | 13 260    | 0,35   | 0       | nová |
| Srbsko-ruské hnutí — Slobodan Dimitrijević                                      | 10 016    | 0,27   | 0       | nová |
| Dijalog — Mladi sa stavom                                                       | 7 744     | 0,2    | 0       | nová |
| Republikanska stranka                                                           | 4522      | 0,12   | 0       | nová |
| neplatné hlasy                                                                  | 111 008   | 2,86   | –       | –    |
| Celkem                                                                          | 3 778 923 | 100,00 | 250     | 0    |
| registrovaných voličů / volební účast                                           | 6 739 441 | 56,07  | –       | –    |